# 联合国巴勒斯坦问题特别调查委员会

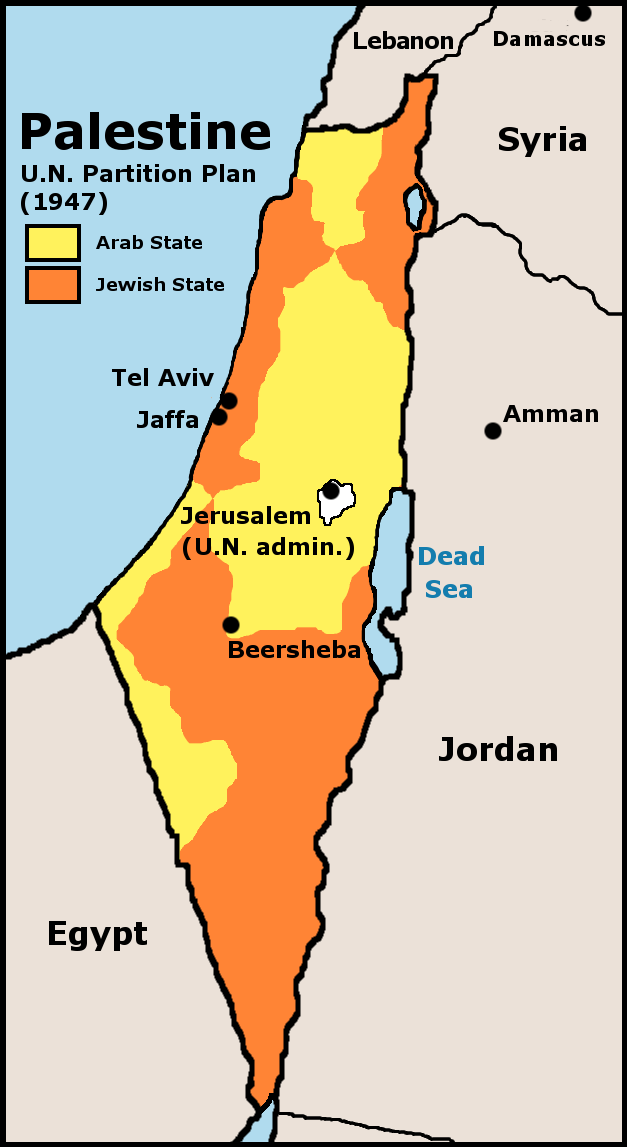
联合国1947年巴勒斯坦分割方案（根据调查报告中多数方支持的两国分治计划修订而成）

联合国巴勒斯坦问题特别调查委员会（英語：United Nations Special Committee on Palestine (UNSCOP)）设立于1947年5月15日，是联合国大会应英国政府请求，根据《联合国宪章》第十条就巴勒斯坦前途问题而设立的特别委员会。大会通过了关于设立特别委员会调查巴勒斯坦冲突起因的建议，并在可能的情况下制定解决方案。特别委员会由11个国家的代表组成，其成员到访了巴勒斯坦地区，并收集了巴勒斯坦和美国犹太复国主义组织的证词。特别委员会遭到了阿拉伯高级委员会的抵制，理由是巴勒斯坦阿拉伯人的自然权利是不言而喻的，不需要受到专门的调查，而应该根据《联合国宪章》的原则得到承认。
特别委员会在1947年9月3日出具的报告支持终止英国在巴勒斯坦的委任统治任务，并且附带一份得到多数支持的两国分治计划（报告第六章），和一份得到少数支持的建立以耶路撒冷为首都的联邦国家计划（报告第七章）。犹太复国主义一方接受了两国分治计划，而阿拉伯国家方面则拒绝了这两项建议。
在报告发表后，大会任命了巴勒斯坦问题特设委员会。1947年11月29日，大会根据特别委员会报告建议，通过了第181号决议（仅对拟议的建议略作修改）。

## 特别委员会的成立
1947年5月15日，大会设立了“联合国巴勒斯坦问题特别调查委员会”（UNSCOP）。特别委员会有确定和记录事实的广泛权力，调查与巴勒斯坦问题有关的所有问题和争议，并向联合国大会提出建议。它被授权在巴勒斯坦地区以及其认为有需要的地方进行调查。
会议决定，委员会应由“中立”国家组成，故不包括拥有否决权的安全理事会五个常任理事国。委员会最后确定的组成人员分别来自澳大利亚、加拿大、捷克斯洛伐克、危地马拉、印度、伊朗、荷兰、秘鲁、瑞典、乌拉圭和南斯拉夫。

## 特别委员会的工作

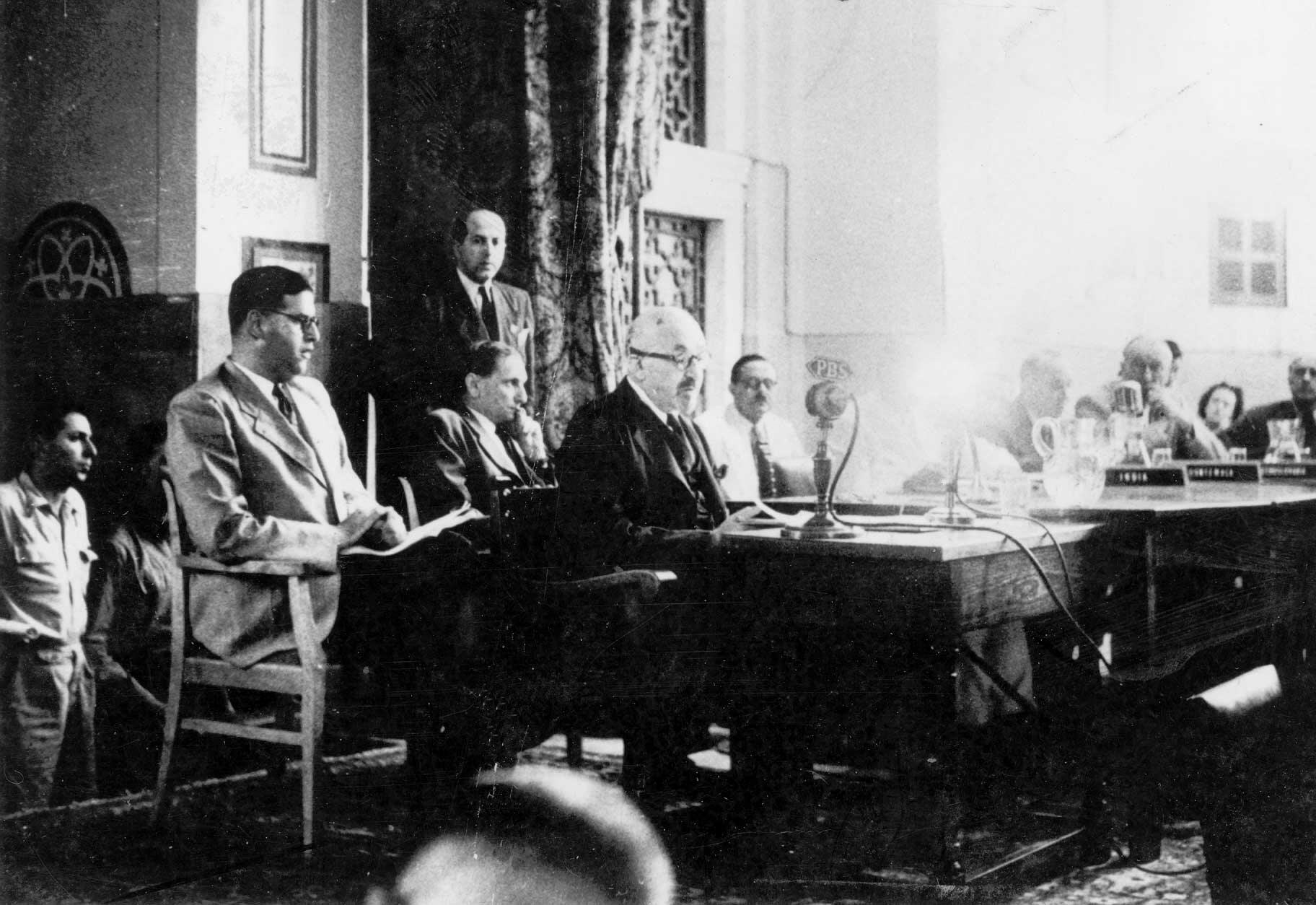
哈伊姆·魏茨曼在特别委员会作证

联合国特别委员会成员于1947年6月16日抵达巴勒斯坦。特别委员会的工作得到了以色列犹太事务局和犹太民族理事会的配合，但遭到了阿拉伯高级委员会的抵制。后者认为特别委员会支持犹太复国主义运动，并宣布在特别委员会抵达当天举行罢工，而支持对话的阿拉伯反对派人士也遭到了死亡威胁。特别委员会首先听取了两名英国代表和犹太政治机构负责人摩西·夏里特的证词，他提交了文件并接受了特别委员会成员的询问。
从6月18日到7月3日，委员会开始了对巴勒斯坦各地的访问，他们访问了耶路撒冷、海法、死海、希伯伦、贝尔谢巴、加沙、雅法、加利利、特拉维夫、阿卡、納布盧斯、拜特代坚、图勒凯尔姆、雷霍沃特、内盖夫的阿拉伯和犹太人定居点以及几个犹太农业社区。在访问犹太地区时，委员会成员受到了热烈欢迎。犹太机构官员还确保与他们会见的犹太人能够使用委员会成员的母语，如瑞典语、西班牙语和波斯语。相比之下，在阿拉伯地区，委员会成员遭到了冷遇，甚至是敌意。7月4日至7月17日，委员会举行了12次公开听证会，来自12个犹太组织的31名代表作证并提交书面证词，各类材料累计32吨。犹太机构的代表推举了，戴维·本-古里安、摩西·夏里特、阿巴·埃班，以及哈伊姆·魏茨曼等人作证，哈伊姆·魏茨曼是犹太复国主义运动的前高级官员，在当时内已经没有任何职务，并作为一名普通公民作证。包括来自巴勒斯坦共产党（即后来的以色列共产党）和团结党这些反锡安主义的犹太人代表也被包括在内。
尽管阿拉伯国家对特别委员会的工作进行了抵制，但一些阿拉伯官员和知识分子仍然私下会见了委员会成员，其中包括阿拉伯高级委员会的成员和前耶路撒冷市长侯赛因·法赫里·哈利迪。

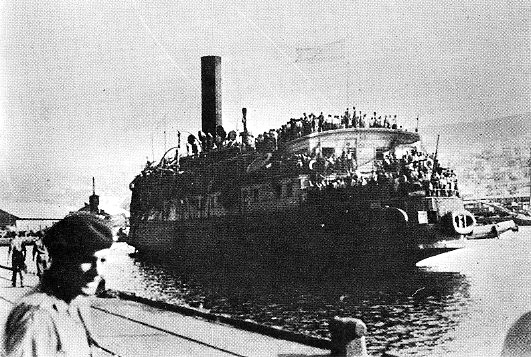
抵达海法港的出埃及记1947号难民船

特别委员会成员积极跟踪并了解了纳粹大屠杀幸存犹太人逃亡事件，此次逃亡事件中通过出埃及记1947号
运送了4554名难民，他们大多数是没有巴勒斯坦的合法移民证的犹太人大屠杀幸存者。委员会的一些成员在海法港目睹了移民被强制带离难民船并被驱逐会欧洲的情形。委员会在巴勒斯坦完成了工作，听取了约翰·斯坦利·格劳埃尔牧师的目击证词，他当时在出埃及记1947号上，对特别委员会成员进行了说服。特别委员会还听取巴勒斯坦境内英国拘留营和欧洲流离失所者营中试图进入巴勒斯坦地区的犹太难民证词。后来的以色列总理果尔达·梅厄指出，格劳埃尔牧师的证词和建立犹太国家的主张，从根本上改变了联合国转而支持建立以色列国的态度。
7月21日，特别委员会前往黎巴嫩，会见了黎巴嫩总理里亚德·索勒赫和外交部长哈米德·弗朗吉。7月23日，阿拉伯联盟成员国的代表在索法（Sofar）委员会作证。在私下里，委员会还会见了支持犹太复国主义的马龙派基督教领袖。委员会的一半成员随后飞往安曼，与外约旦国王阿卜杜拉一世会面，他声称阿拉伯人接受分治“有困难”，但并没有完全排除分治的可能性，并暗示在这种情况下，巴勒斯坦的阿拉伯部分应该并入外约旦。
尔后，特别委员会飞往了日内瓦。8月8日，一个小组委员会开始了对美英占领下的德国和奥地利难民营为期一周的访问，并与犹太难民和当地军事官员进行了面谈，发现这些难民有一种强烈的愿望，希望移民到巴勒斯坦地区。
特别委员会在在日内瓦撰写调查报告期间，受到了来自犹太人、阿拉伯人和英国人的多重压力。犹太复国主义的代表大力游说委员会，他们一再提交备忘录，并招募了一名巴勒斯坦阿拉伯代表，他的父亲被主宰巴勒斯坦阿拉伯社区的侯赛尼（Husseini）部族所杀害，他们主张建立一个犹太人——约旦人分治国家。阿拉伯联盟联络员提交了一份备忘录，要求必须得到一份巴勒斯坦阿拉伯人满意的解决方案，否则将会造成灾难。英国人提交了一份备忘录，认为分割是一个可行的选择。

## 后续工作
1947年9月24日，联合国大会发表了联合国巴勒斯坦问题特别调查委员会的调查报告。同时，联合国大会投票组建了一个新的委员会，即巴勒斯坦问题特设委员会（Ad Hoc Committee on the Palestinian Question），承担后续共工作。10月22日，巴勒斯坦问题特设委员会成立了一个小组委员会，负责按照调查报告中多数方支持的两国分治计划，拟订后来的联合国大会181号决议方案，并于1947年11月29日在联合国大会表决通过，最终促成了以色列建国。

## 延伸阅读
- Ben-Dror, Elad (2015). Ralph Bunche and the Arab-Israeli Conflict: Mediation and the UN 1947–1949,Routledge. ISBN 978-1138789883.